# 常晖
常暉（Hui Chang，1966年11月8日—），奧地利華文作家，歐洲華文作家協會會員，文化工作者。

## 生平
1966年11月8日出生於常州市， 父親為明朝大將常榮的17代嫡孫，母親家族為常州武進王姓地主。常暉幼年在常州成長，後因父母被要求作為知識分子支援蘇北，移居現淮安市。常暉1984年進入南京大學就讀於外文系英文專業，1991年碩士畢業後留校任教。1993年初赴美國波士頓。1995年底移居奧地利維也納至今。
現任維也納市政府17局諮詢師和講師，並為香港《東方財經》雜誌“國際觀察”特約撰稿人，南京《譯林》雜誌“人文歐洲”專欄作家。

## 著作
- 譯作《從彼得堡到斯德哥爾摩》（諾貝爾文學獎得主系列，漓江出版社，1990年）
- 小說《情愛簽證》群眾出版社，1999年）
- 評論文集《難捨維也納》（江蘇文藝出版社，2010）
- 攝影文集《薩克森》（光明日報出版社，2016）